# بطولة أوروبا للألعاب المائية 1926
بطولة أوروبا للألعاب المائية 1926 هو الموسم الأول من بطولة أوروبا للألعاب المائية، عقد في الفترة 18–22 أغسطس من 1926، وجرت المنافسات في مدينة بودابست، المجر، ونظمت من قبل الاتحاد الأوروبي للسباحة.

## النتائج
| م        | الذهبية | الفضية | البرونزية |
| -------- | ------- | ------ | --------- |
| الفائزين | ألمانيا | السويد | المجر     |